# سوان آرلو
سوان آرلو (فرانسوی: Swann Arlaud‎؛ زادهٔ ۳۰ نوامبر ۱۹۸۱) بازیگر، کارگردان فیلم اهل فرانسه است. وی از سال ۱۹۸۷ میلادی تاکنون مشغول فعالیت بوده‌است.
از فیلم‌ها یا برنامه‌های تلویزیونی که وی در آن نقش داشته‌است، می‌توان به زانادو، آنان، ماجراهای شگفت‌انگیز آدل بلان-سک، بچه‌های پاریس، خار زیبا، مردی که می‌خندد، دوران قیام: افسانه مایکل کولهاس، و به لطف خدا اشاره کرد.
وی همچنین برندهٔ جوایزی همچون جایزه سزار بهترین بازیگر مرد شده‌است.